# The Pneumatic Policeman
The Pneumatic Policeman è un cortometraggio muto del 1907 diretto e interpretato da Frank Wilson.

## Trama
Correndo dietro a un fuggitivo, l'inseguitore - leggero e aereo - si pompa e, galleggiando lungo il fiume, continua la caccia.

## Produzione
Il film fu prodotto dalla Hepworth.

## Distribuzione
Distribuito dalla Hepworth, il film - un cortometraggio - uscì nelle sale cinematografiche britanniche nell'aprile 1908.
Si conoscono pochi dati del film che, prodotto dalla Hepworth, fu distrutto nel 1924 dallo stesso produttore, Cecil M. Hepworth. Fallito, in gravissime difficoltà finanziarie, il produttore pensò in questo modo di poter almeno recuperare il nitrato d'argento della pellicola.